# Luizjana

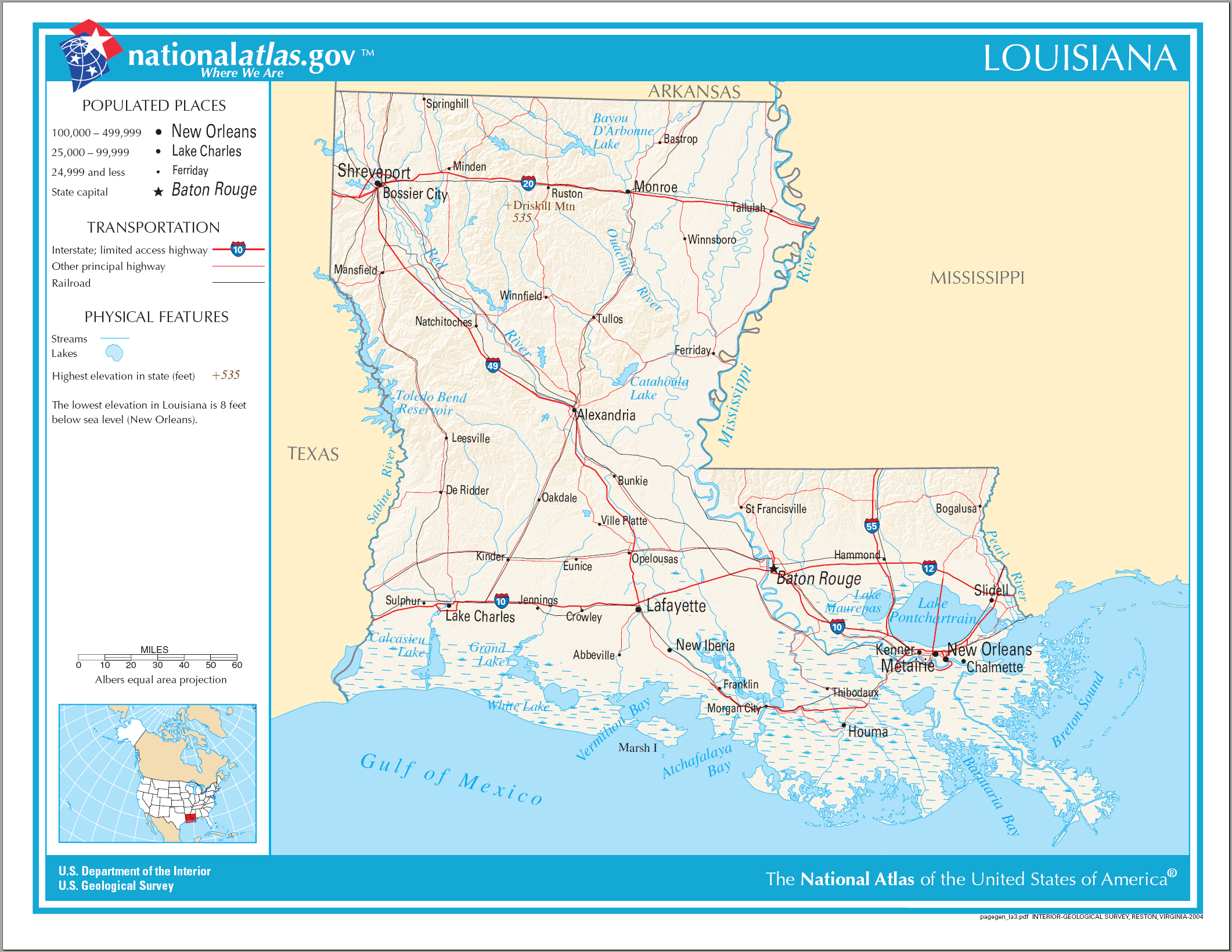
Mapa stanu

Luizjana (ang. Louisiana; wym. /luːˌiːziˈænə/ⓘ, fr. Louisiane) – stan na południu Stanów Zjednoczonych, u ujścia rzeki Missisipi do Zatoki Meksykańskiej. Ma powierzchnię 135 382 km², z czego 21 455 km² to obszary wodne.
Luizjana graniczy na północy z Arkansas, na wschodzie z Missisipi, a na zachodzie z Teksasem. Jej stolicą jest Baton Rouge, a największym miastem Nowy Orlean (ponad 1,2 mln mieszkańców w obszarze metropolitalnym).
Nad Zatoką Meksykańską rozpościerają się obszary nizinne. W części południowo-wschodniej duży obszar zajmuje delta Missisipi. Na wybrzeżu występują liczne jeziora i bagna.

## Historia

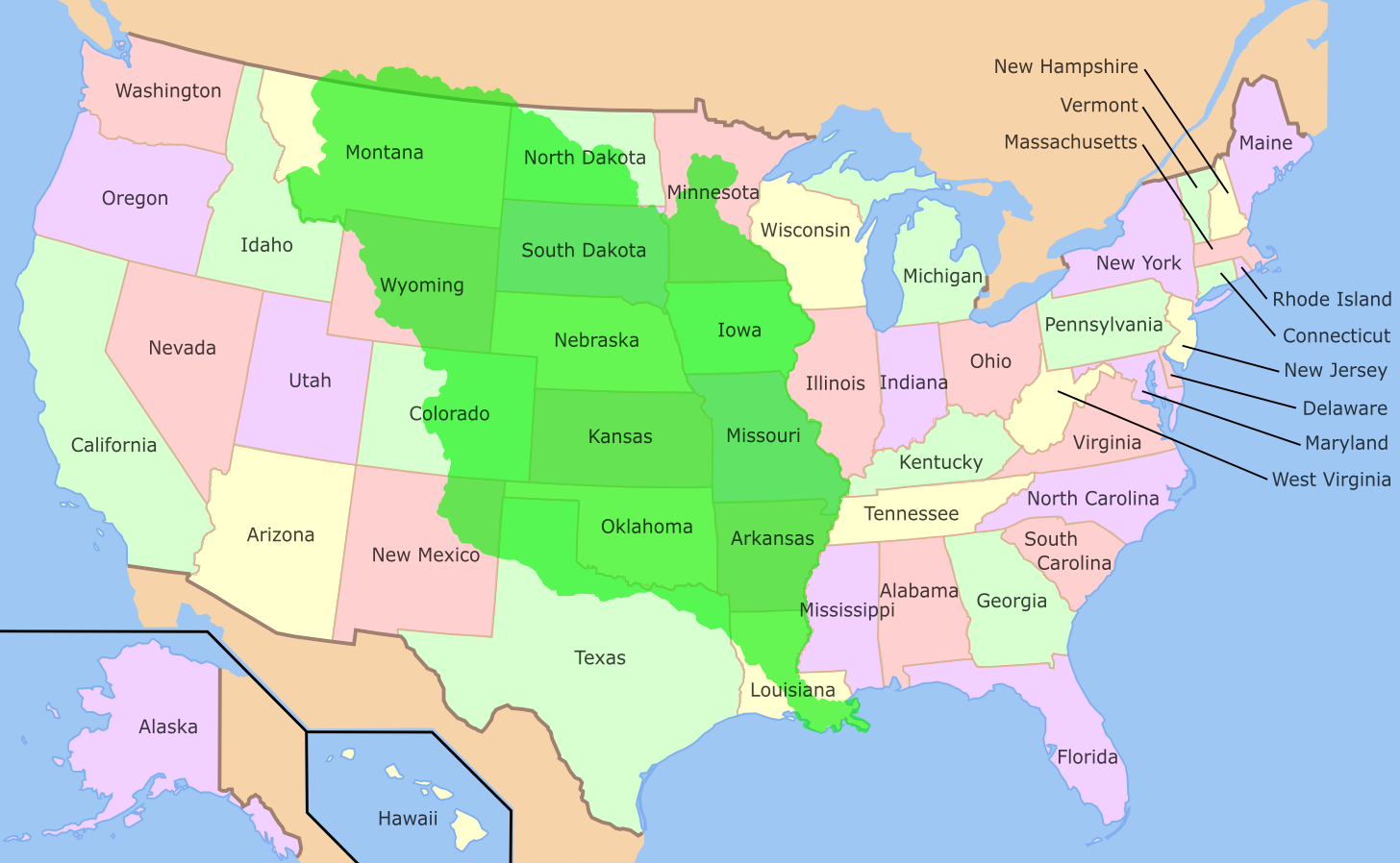
Mapa zakupu Luizjany w 1803 r.

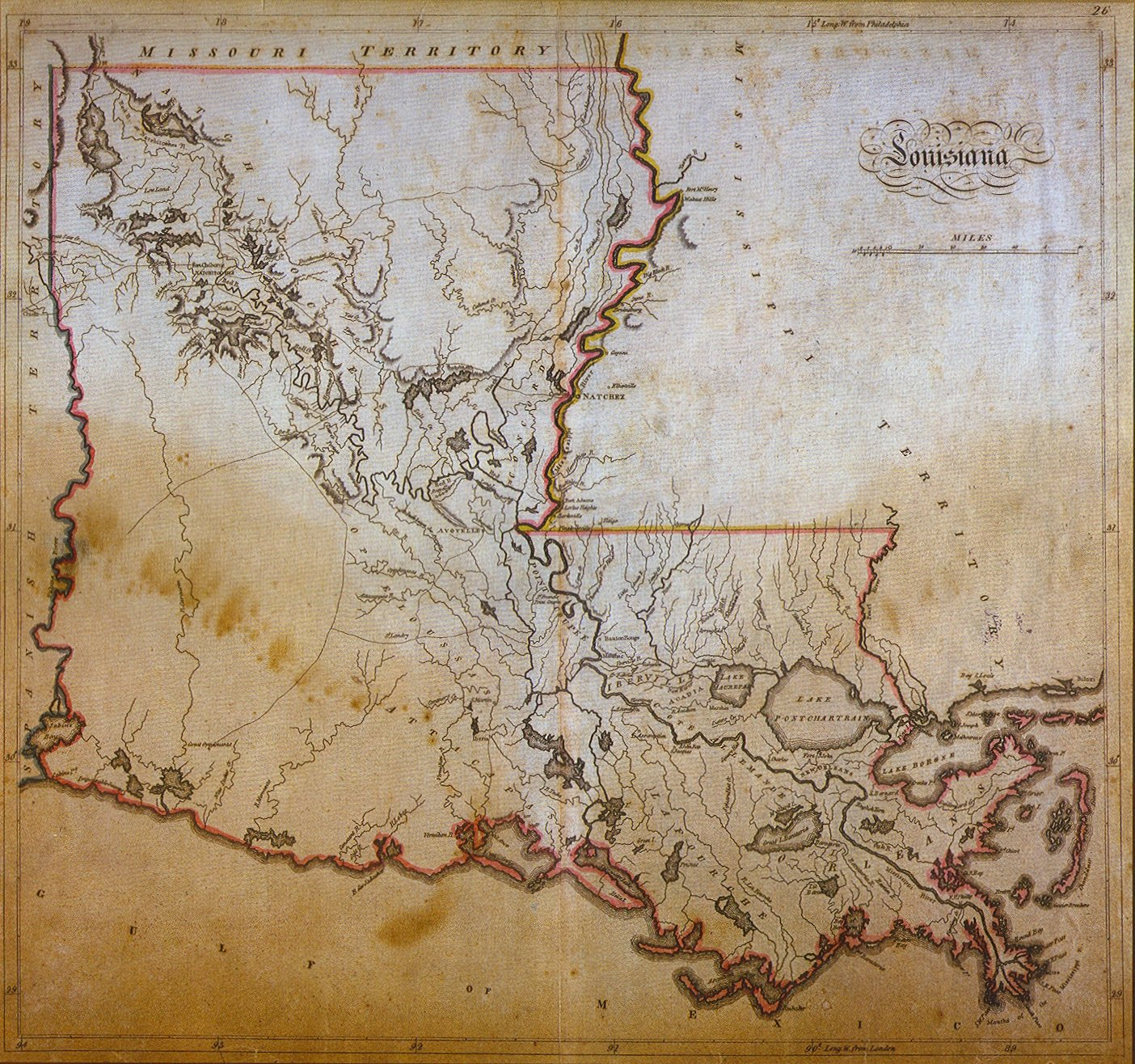
Mapa Luizjany z 1814 r.

Przed przybyciem Europejczyków terytorium Luizjany było zamieszkane przez liczne plemiona Indian i do dzisiaj wiele miejscowości ma nazwy pochodzące od nazw indiańskich. Rejony dzisiejszej Luizjany były odwiedzane przez hiszpańskich poszukiwaczy El Dorado w pierwszej połowie XVI wieku, niedługo po odkryciu Ameryki przez Krzysztofa Kolumba. Po daremnych poszukiwaniach bogactw i rozwiniętych państw indiańskich, Hiszpania nie założyła stałych kolonii w rejonie. Po podboju dużo bogatszych terytoriów w Meksyku zagospodarowanych przez stosunkowo wysoko rozwiniętą cywilizację Azteków, Hiszpanie nie widzieli potrzeby osiedlenia się na dziewiczym terytorium nad północnymi wybrzeżami Zatoki Meksykańskiej.
Rejon pozostawał w dziewiczym stanie przez następne 200 lat, aż do końca XVII wieku, kiedy zainteresowała się nim Francja. W 1682 Robert de La Salle dotarł od północy do ujścia rzeki Missisipi i prawem odkrywcy objął ogromne tereny przylegające do niej we władanie Francji. Pierwszą stałą francuską kolonię założył w 1699 Pierre Le Moyne d’Iberville. Otrzymała ona nazwę Luizjana na cześć króla Francji Ludwika XIV (fr. Louis). Swoim zasięgiem obejmowała o wiele większy obszar niż terytorium dzisiejszego stanu, choć jej granice długo nie były jasno zdefiniowane, teoretycznie obejmując wszystkie ziemie leżące przy rzece Missisipi.
W Luizjanie w latach 1717–1720 przymusowo osadzano tzw. „fałszywych solarzy”, osoby bezrobotne i bez stałego miejsca zamieszkania, kobiety lekkich obyczajów i „młodych libertynów”.
W 1718 niedaleko ujścia Missisipi założone zostało miasto Nowy Orlean, dokąd w 1722 przeniesiono stolicę kolonii.
Francuzi liczyli, że kolonia będzie rozwijać się szybko i w stosunkowo krótkim czasie zacznie przynosić znaczne korzyści dla Francji. Z wielu względów tak się jednak nie stało i rozwój kolonii był bardzo powolny. Niewielu Francuzów miało ochotę przenieść się do Luizjany i pracować w tamtejszym klimacie, tak więc francuscy właściciele plantacji zaczęli sprowadzać do kolonii niewolników z Afryki.
Po klęskach poniesionych z rąk Anglików podczas wojny siedmioletniej, w wyniku manewrów dyplomatycznych pod koniec wojny, Francja oddała Luizjanę pod panowanie Hiszpanii w 1763. Minęło jednak kilka lat zanim do kolonii dotarli hiszpańscy zarządcy, i przez ten czas rządy sprawowali tam starzy administratorzy francuscy. Nawet po przybyciu władzy hiszpańskiej język i kultura francuska dominowały w kolonii. Liczba ludności wzrosła w wyniku osiedlenia się w Luizjanie wielu Francuzów, którzy zostali wygnani z Akadii, czyli dzisiejszej atlantyckiej części Kanady (Nowa Szkocja i okolice).
Do końca XVIII wieku była ważnym centrum handlowym kontynentu, dzięki wykorzystaniu do transportu drogi wodnej Missisipi i Zatoki Meksykańskiej. Za Luizjanę w tym czasie uznawano 1/3 środkowej części dzisiejszego USA oraz część Kanady. Po rewolucjach amerykańskiej i francuskiej niewolnicy murzyńscy z wyspy Haiti (dzisiejsze państwa Haiti i Dominikana) zbuntowali się, obalając władzę białych właścicieli niewolników. Napoleon utracił tym samym ważną bazę na kontynencie i stojąc przed wizją utraty całej Luizjany (której fizycznie nie był w stanie bronić) zdecydował się sprzedać ją Stanom Zjednoczonym za 15 milionów dolarów (czyli 80 milionów franków). Środki na ten cel pożyczył Amerykanom (z 6% oprocentowaniem) angielski Barings Bank, pomimo tego, że Wielka Brytania znajdowała się wówczas w stanie wojny z Francją. Kupno terenów otworzyło drogę do podboju zachodnich terenów dzisiejszych Stanów Zjednoczonych (Dziki Zachód).

### Ważniejsze daty z historii
- 1682 – do ujścia rzeki Missisipi dotarł Robert de La Salle. Terytorium zostało uznane za należne Francji.
- 1718 – zostało założone miasto Nowy Orlean.
- 1719 – przybyły pierwsze statki z niewolnikami.
- 1762 – tereny położone na zachód od rzeki Missisipi Francja przekazała Hiszpanii.
- 1800 – tereny dzisiejszego stanu Luizjana powróciły pod zwierzchnictwo Francji.
- 30 kwietnia 1803 – zakup Luizjany przez Stany Zjednoczone.
- 20 grudnia 1803 – po zakupieniu obszaru Luizjany od Francji została ona przyłączona do Stanów Zjednoczonych.
- 30 kwietnia 1812 – przyjęcie Luizjany do Unii (18. stan).
- 1815 – zwycięska bitwa wojsk amerykańskich pod dowództwem generała Andrew Jacksona z wojskami brytyjskiego korpusu inwazyjnego.
- 2005 – huragan Katrina nawiedził Luizjanę i zalał Nowy Orlean, największe miasto. W wyniku huraganu zginęło ponad 1800 osób, a szkody oszacowano na 108 miliardów dolarów. Była to najdroższa i najbardziej niszczycielska burza w historii USA[4].
- 2010 – katastrofa ekologiczna spowodowana wyciekiem ropy naftowej.

## Geografia

### Podział administracyjny
Podczas gdy czterdzieści osiem z pięćdziesięciu stanów podzielonych jest na hrabstwa, w Luizjanie obowiązują parafie cywilne.
- Klimat: na północy podzwrotnikowy kontynentalny, na południu zwrotnikowy morski.
- Główne rzeki: Missisipi, Red River, Ouachita i Sabine.
- Roślinność: Jednym z największych naturalnych obszarów w Luizjanie jest las narodowy Kisatchie. Ponad połowę jego powierzchni zajmują lasy sosnowe.
- Regiony: Luizjana jest podzielona na 64 parafie cywilne (w odróżnieniu od innych stanów Stanów Zjednoczonych, które dzielą się na hrabstwa). Te składają się na pięć regionów, różniących się od siebie dziedzictwem i kulturą: Akadiana, Wielki Nowy Orlean, Parafie Florydy, Luizjana Środkowa, Luizjana Północna.

Mapa fizyczna
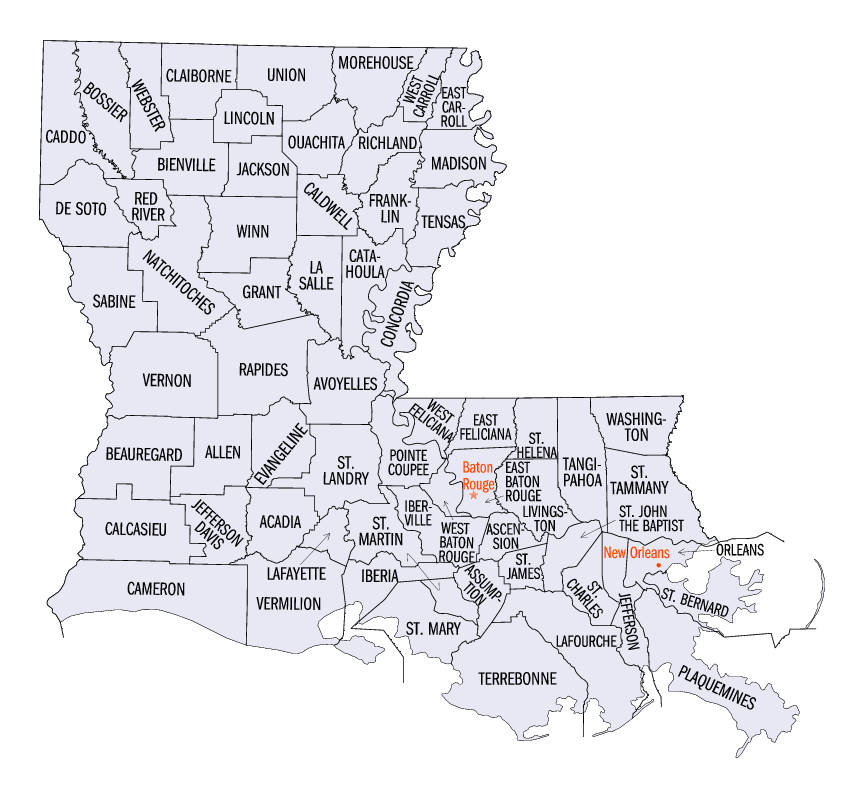
Mapa podziału administracyjnego (parafie cywilne)
Regiony kulturowe Luizjany

### Miejscowości
Na terenie stanu Luizjana znajdują się 304 miasta (city lub town) i wsie (village), w tym 4 o liczbie ludności przekraczającej 100 000, 35 powyżej 10 000 mieszkańców, a 156 powyżej 1000 mieszkańców (2021 r.).
Lista miast zamieszkanych przez 4000 lub więcej osób (2021 r.):

- Nowy Orlean (376 971)
- Baton Rouge (222 185)
- Shreveport (184 021)
- Lafayette (121 771)
- Lake Charles (81 097)
- Kenner (65 364)
- Bossier City (62 865)
- Monroe (47 284)
- Alexandria (44 787)
- Houma (33 018)
- Central (29 958)
- Slidell (28 658)
- New Iberia (27 989)
- Ruston (22 277)
- Sulphur (20 641)
- Zachary (20 007)
- Hammond (19 976)
- Natchitoches (17 662)
- Gretna (17 590)
- Youngsville (16 432)
- Opelousas (15 558)
- Thibodaux (15 237)
- Pineville (14 501)
- Broussard (13 782)
- Mandeville (13 139)
- West Monroe (12 856)
- Gonzales (12 574)
- Baker (12 434)
- Minden (11 769)
- Crowley (11 575)
- Covington (11 475)
- Morgan City (11 156)
- Abbeville (11 048)
- Carencro (10 835)
- Bogalusa (10 569)
- DeRidder (9745)
- Jennings (9697)
- Bastrop (9467)
- Denham Springs (9328)
- Eunice (9310)
- Harahan (8967)
- Westwego (8400)
- Scott (8116)
- Ponchatoula (7927)
- Breaux Bridge (7561)
- Rayne (7160)
- St. Gabriel (7121)
- Addis (7113)
- Oakdale (6985)
- Donaldsonville (6762)
- Franklin (6546)
- Walker (6413)
- Ville Platte (6368)
- Tallulah (6068)
- Plaquemine (5928)
- Patterson (5793)
- Leesville (5472)
- St. Martinville (5436)
- Grambling (5095)
- Port Allen (4956)
- Marksville (4946)
- Winnsboro (4824)
- Jeanerette (4717)
- Springhill (4702)
- Westlake (4686)
- Berwick (4644)
- Mansfield (4529)
- Haughton (4484)
- New Roads (4379)
- Kaplan (4277)
- Jonesboro (4181)
- Church Point (4144)
- Richwood (4013)

## Demografia

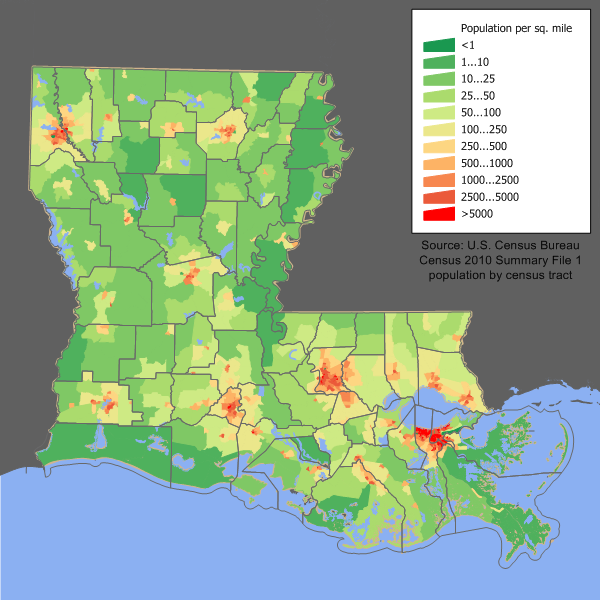
Mapa gęstości zaludnienia w Luizjanie

Spis ludności z roku 2020 stwierdza, że stan Luizjana liczy 4 657 757 mieszkańców, co oznacza wzrost o 124 385 (2,7%) w porównaniu z poprzednim spisem z roku 2010. Dzieci poniżej piątego roku życia stanowią 6,5% populacji, 23,4% mieszkańców nie ukończyło jeszcze osiemnastego roku życia, a 15,9% to osoby mające 65 i więcej lat. 51,2% ludności stanu stanowią kobiety.

### Język
Najpowszechniej używanymi językami są:
- język angielski – 91,26%
- język hiszpański – 3,3%
- język francuski – 2,79%.

### Rasy i pochodzenie
Według danych z 2019 roku, 61,8% mieszkańców stanowi ludność biała (58,2% nie licząc Latynosów), 32,4% to czarnoskórzy Amerykanie lub Afroamerykanie, 2,0% miało rasę mieszaną, 1,8% to Azjaci, 0,6% to rdzenna ludność Ameryki, 0,02% to Hawajczycy i mieszkańcy innych wysp Pacyfiku. Latynosi stanowią 5,4% ludności stanu.
Poza osobami pochodzenia afroamerykańskiego, do największych grup należą osoby pochodzenia francuskiego (12,4%), „amerykańskiego” (8,4%), niemieckiego (6,2%), irlandzkiego (6,1%), angielskiego (4,6%) i włoskiego (4,2%). Obecne są także duże grupy osób pochodzenia meksykańskiego (89,7 tys.), szkockiego lub szkocko–irlandzkiego (81 tys.), afrykańskiego subsaharyjskiego lub arabskiego (67,7 tys.), Cajun (51,5 tys.), hondurańskiego (49,4 tys.) i wietnamskiego (33,7 tys.). Liczbę Polaków oszacowano na 20,5 tys.

### Religia

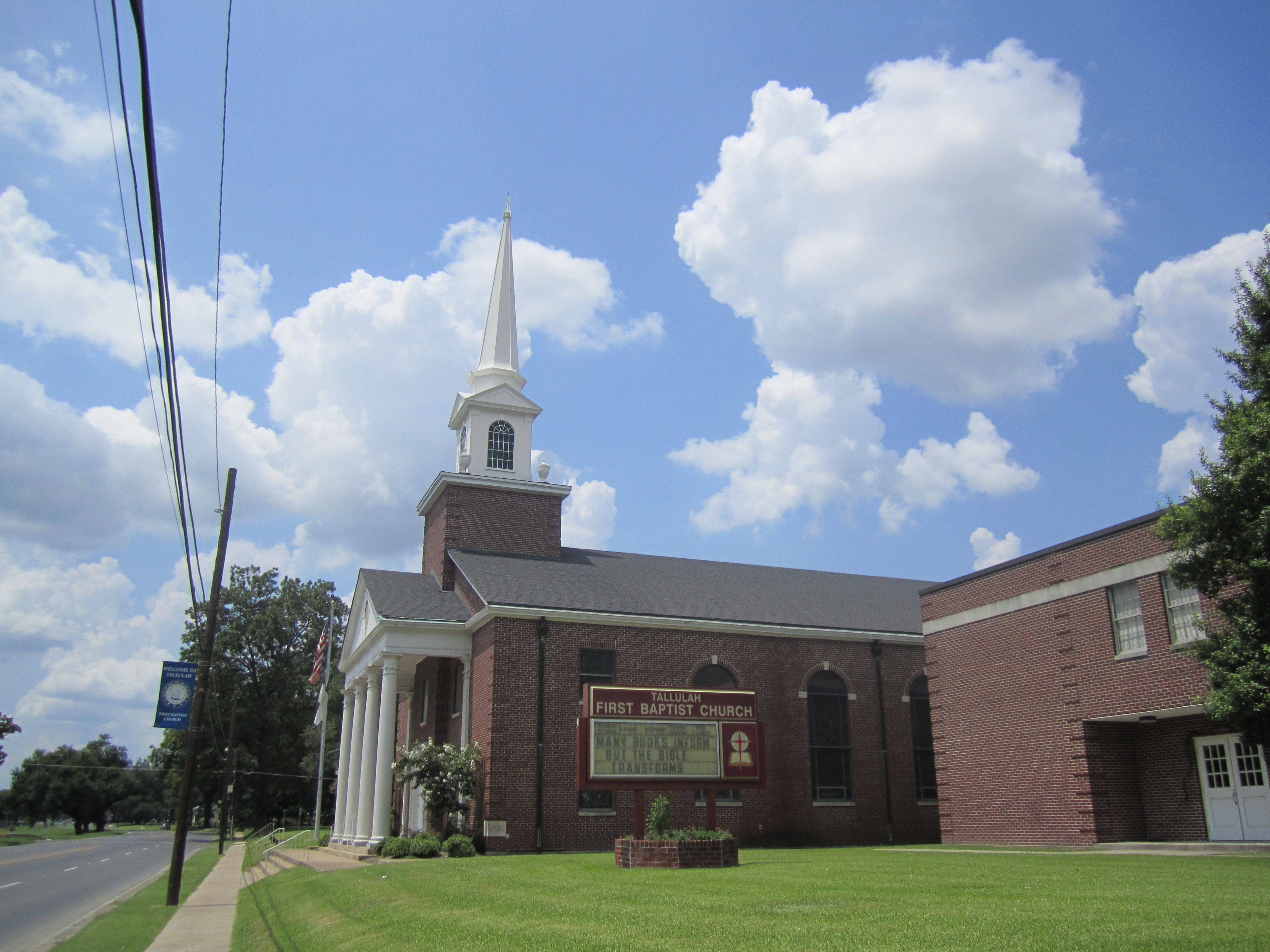
Pierwszy Kościół Baptystyczny w Tallulah

Luizjana jest czwartym najbardziej religijnym stanem w USA, z 71% mieszkańców określającymi się jako „wysoce religijni”.
Struktura religijna w 2014 roku:
- protestanci – 57% (baptyści – 37%, bezdenominacyjni – 7%, zielonoświątkowcy – 4%, metodyści – 4%)
- katolicy – 26%
- brak religii – 13% (w tym: 2% agnostycy i 2% ateiści)
- pozostałe religie – 4% (w tym: mormoni, świadkowie Jehowy, muzułmanie, żydzi, buddyści, hindusi, prawosławni, bahaici i unitarianie uniwersaliści[11]).

## Gospodarka
Produkt krajowy brutto Luizjany w 2015 roku osiągnął wartość 214,05 mld USD, co uplasowało stan na 24. miejscu w Stanach Zjednoczonych. Roczny wzrost PKB w 2016 roku był ujemy -0,6%, i był to pod tym względem trzeci od końca stan w Stanach Zjednoczonych (średnia dla wszystkich stanów w 2016 roku wyniosła 1,5%). W przeliczeniu na głowę mieszkańca w 2016 roku PKB wyniósł 43 917 USD co uplasowało stan na 34. miejscu spośród amerykańskich stanów (średnia krajowa w 2016 wyniosła 50 577 USD).

### Zasoby i energia

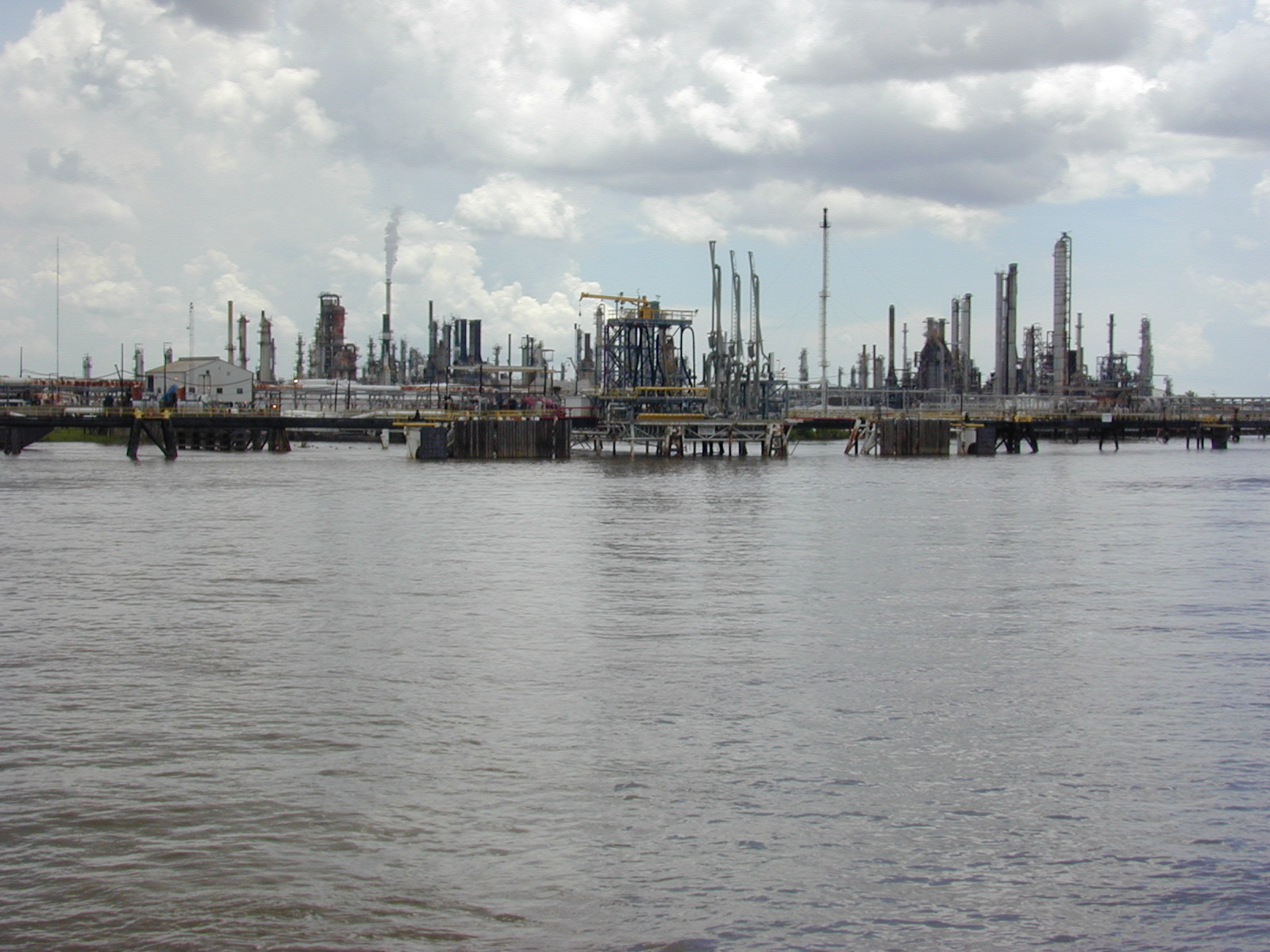
Rafineria ropy na rzece Missisipi, w pobliżu Nowego Orleanu

U ujścia rzeki Missisipi, zarówno na lądzie, jak i na morzu Luizjana posiada bogate zasoby ropy naftowej i gazu ziemnego. Inne zasoby obejmują niewielkie złoża węgla i znaczne zasoby biomasy z produktów ubocznych rolnictwa, drewna i odpadów drzewnych.
Luizjana znajduje się w pierwszej piątce stanów z największym wydobyciem gazu ziemnego. Formacja Hayaleville Shale jest największym wydobywczym regionem położonym w północno-zachodniej części stanu. Luizjana odbiera i dostarcza gaz ziemny za pośrednictwem rozległej sieci rurociągów międzystanowych. 17 rafinerii ropy naftowej w Luizjanie stanowi prawie jedną piątą krajowego potencjału rafineryjnego i jest w stanie przetwarzać około 3,3 miliona baryłek ropy naftowej dziennie. Jednak w XXI wieku ilość wydobywanej ropy w stanie znacząco spadła.
Podstawowym paliwem wykorzystywanym do wytwarzania energii elektrycznej w Luizjanie jest gaz ziemny, który odpowiada za 70% stanowej produkcji. Od dziesięcioleci drugim wiodącym źródłem wytwarzania energii elektrycznej w Luizjanie był węgiel, ale obecnie napędza jedynie ok. 7% produkcji. Dwie elektrownie jądrowe znajdujące się wzdłuż rzeki Missisipi, w 2019 roku stanowiły około 14% krajowej produkcji. Źródła odnawialne stanowią jedynie 4% w produkcji energii elektrycznej w stanie, w tym w większości z zasobów biomasy.

### Przemysł

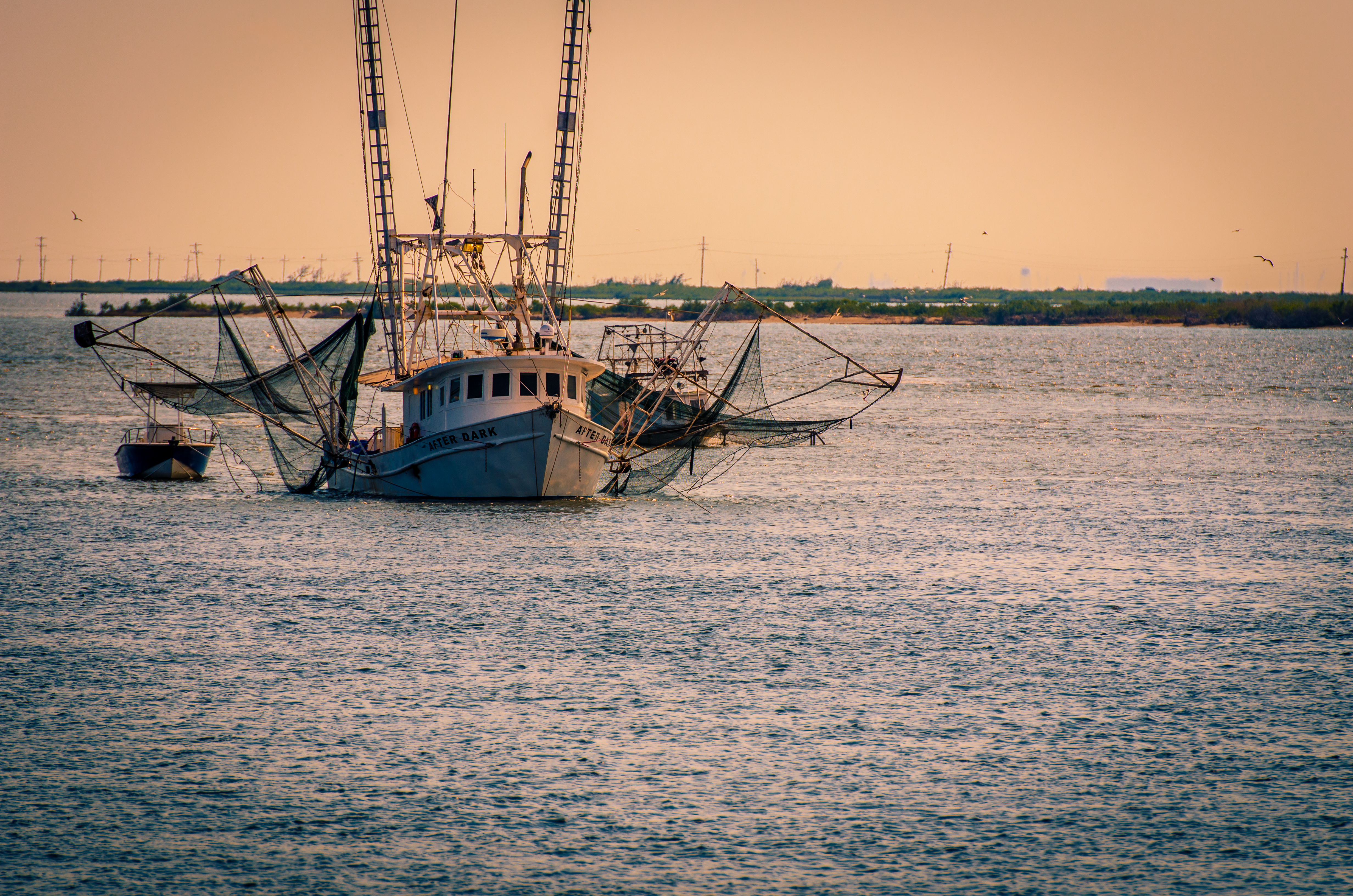
Łódź rybacka przy Grand Isle

- chemiczny, spożywczy, środków transportu, elektroniczny, odzieżowy, petrochemiczny, wydobywczy (ropa naftowa, sól, siarka)
- Główny port: Nowy Orlean – wywóz ropy naftowej i jej produktów, węgla, bawełny i surowców chemicznych – głównie siarki

Luizjana ma jedną z największych koncentracji zakładów petrochemicznych w Stanach Zjednoczonych.

### Rolnictwo

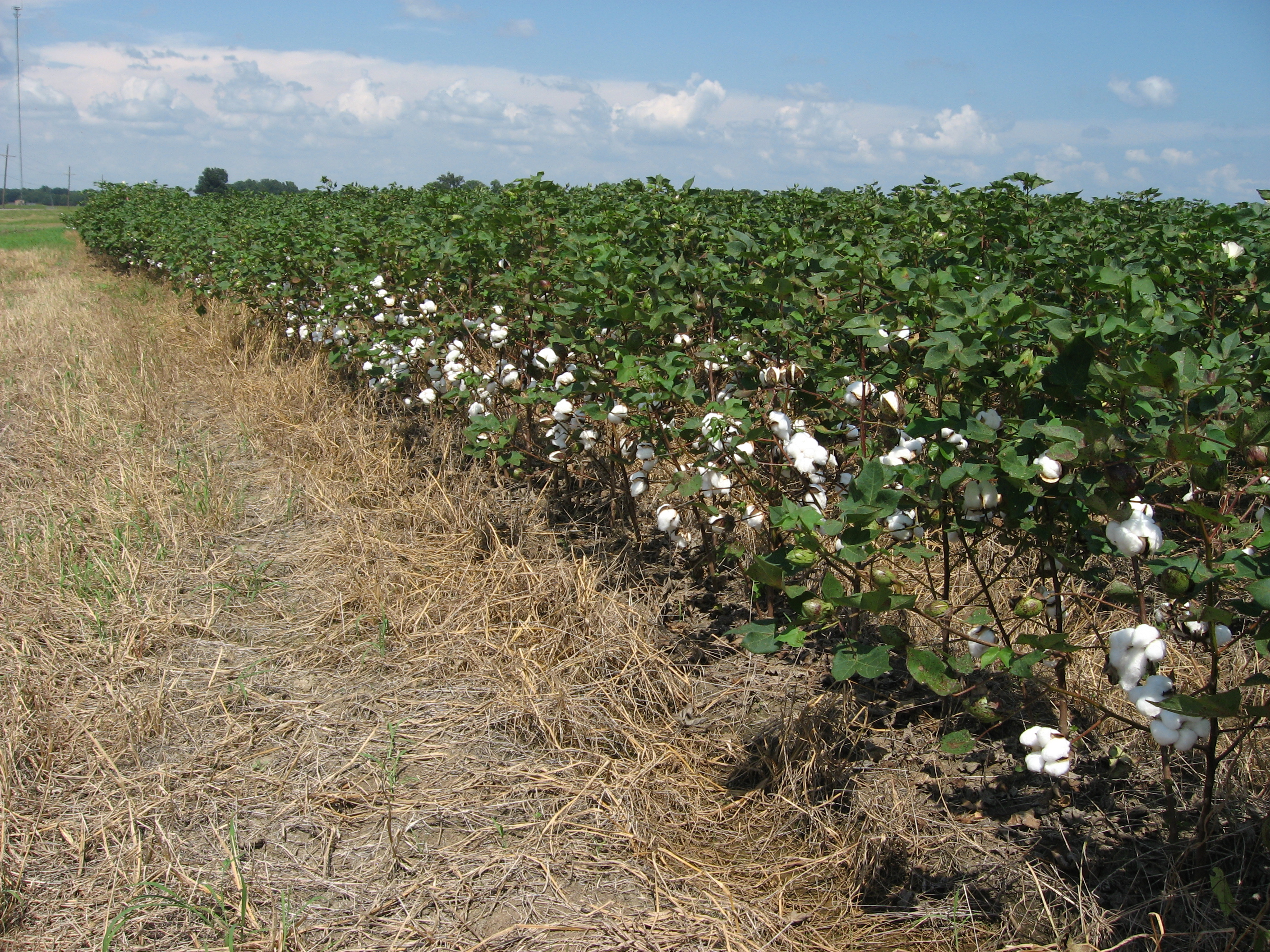
Pole bawełny w parafii Tensas

Rolnictwo jest jedną z najważniejszych gałęzi przemysłu Luizjany, plasującą się w pierwszej trójce, obok przemysłu petrochemicznego i turystyki. Stanowe połowy komercyjne wytwarzają 25% wszystkich owoców morza w kraju, stawiając Luizjanę na pierwszym miejscu pod względem połowów raków, krewetek, aligatorów, menhadenu i ostryg.
Najwyższe roczne opady deszczu wśród stanów USA, a także bogate gleby tworzą w Luizjanie różnorodną gospodarkę rolną i sprzyjają rozwojowi rolnictwa:
- główne uprawy: soja, trzcina cukrowa, ryż, kukurydza, bawełna
- inne ważne produkty: brojlery, bydło, przemysł jajeczny, produkty mleczne

## System prawny
System prawny Luizjany odbiega od systemów prawnych w innych częściach USA. W Luizjanie dominuje system prawa kontynentalnego, co odróżnia ją od wszystkich pozostałych stanów w których to obowiązuje powszechne w krajach anglosaskich prawo precedensowe. Jest to pozostałość po wpływach francuskich i opiera się w dużej mierze na zasadach skodyfikowanych w kodeksie Napoleona, aczkolwiek z wyraźną różnicą w stosunku do francuskiego systemu prawa - w Luizjanie sędziowie wciąż mogą interpretować przepisy prawne w ramach precedensu, co we francuskim prawodawstwie jest wykluczone. 
Luizjana jest także jednym z dwóch stanów (obok Nevady) w którym hazard jest zalegalizowany na obszarze całego stanu.

## Symbole stanu
- Dewiza: Union, Justice and Confidence (Jedność, sprawiedliwość i zaufanie)
- Symbole: pelikan brunatny, cypryśnik błotny, magnolia
- Kolory: błękit, biel, złoto